# José Pamplona
José Pamplona Lecuanda (født 6. februar 1911 i San Luis Potosí) var en mexicansk basketballspiller som deltog i de olympiske lege 1936 i Berlin. Mexico vandt over Italien med 37–17 i kvartfinalen men tabte semifinalen med 10–25 til USA, som siden vandt finalen. I bronzefinalen mødte de Polen, som Mexico slog med 26–12. Pamplona spillede én kamp i OL-turneringen.

## OL-medaljer
- 1936  Berlin;  Bronze i basketball  Mexico

## Eksterne links
- José Pamplona Arkiveret 29. februar 2012 hos  Wayback Machine på Sports-Reference (OL-resultater) (engelsk)